# Фундора, Себастьян
Себастьян Александер Фундора (англ. Sebastian Alexander Fundora; род. 28 декабря 1997, Уэст-Палм-Бич, Флорида, США) — американский боксёр-профессионал, кубинского происхождения, выступающий в первой средней, средней и второй средней весовых категориях. Среди профессионалов действующий чемпион мира по версии WBC (2024—н.в.) в первом среднем весе. Бывший чемпион мира по версии WBO (2024—2025) в первом среднем весе.

## Биография
Себастьян Александер Фундора родился 28 декабря 1997 года в городе Уэст-Палм-Бич, штата Флорида, в США. Он является латиноамериканцем США и имеет кубинские и мексиканские корни, его отец родом с Кубы, а мать мексиканка. Он левша от рождения и старается использовать свои природные качества, в первую очередь свой гигантский рост (198 см) и сильнейшую левую руку как преимущество в бою. Вес он не набирает от природы из-за ускоренного метаболизма, хотя ест, как тяжеловес и тренируется каждый день. Старший брат Габриэлы Фундоры -  самой молодой абсолютной чемпионкой мира в истории и первой абсолютной чемпионкой в наилегчайшем весе.

## Любительская карьера
Боксом он начал заниматься с 8 лет под руководством своего отца — Фредди Фундора, который является бывшим профессиональным боксёром. В любительском боксе он провёл более 100 боёв, и подавляющее большинство из них выиграл.

## Профессиональная карьера
24 сентября 2016 года Себастьян Фундора дебютировал на профессиональном ринге в средней весовой категории, победив нокаутом в 1-м же раунде мексиканца Хосе Карденаса (1-3). Во втором профессиональном бою он уже выступил во втором среднем весе, но через несколько поединков он стал выступать исключительно в первом среднем весе.
В 2018 году он подписал контракт с промоутерской компанией Sampson Boxing, которой руководит Сэмпсон Левковиц.
Он имеет опыт работы с боксёрами чемпионского уровня, так как долгое время был спарринг-партнёром чемпиона мира в суперсреднем весе Дэвида Бенавидеса.

### Бой с Хорхе Луисом Кота
1 мая 2021 года в Карсоне (США) досрочно техническим нокаутом в 4-м раунде победил матёрого гейткипера мексиканца Хорхе Луиса Кота, и стал обязательным претендентом на титул чемпиона мира по версии WBC в 1-м среднем весе.

### Бой с Серхио Гарсиа Гомесом
5 декабря 2021 года в Лос-Анджелесе (США) единогласным решением судей (счёт: 118—110, 117—111, 115—113) в конкурентном бою победил небитого испанца Серхио Гарсиа Гомеса, и подтвердил статус обязательного претендента на титул чемпиона мира по версии WBC в 1-м среднем весе.

### Чемпионский бой с Эриксоном Лубином
9 апреля 2022 года в Лас-Вегасе (США) встретился с опытным соотечественником Эриксоном Лубином. На кону боя стоял вакантный титул временного чемпиона мира по версии WBC в 1-м среднем весе. Фундора выигрывал поединок во всех раундах до середины боя, но в 7-м раунде взял колено после откровенного размена ударами. Лубин пытался перехватить инициативу, но не смог из-за сильной гематомы, которая и стала следствием его досрочного поражения. И после 9-го раунда команда Лубина отказалась от продолжения боя, после того как Эриксон стал пропускать все больше ударов.

### Бой с Карлосом Окампо
8 октября 2022 года в Карсоне (Калифорния) провел защиту своего временного пояса WBC против мексиканского экс-претендента Карлоса Окампо. Имея солидное преимущество в габаритах, чемпион держал претендента на джебе и боксировал с дальней. После 3-го раунда пошёл более открытый бокс с обоюдными атаками где Окампо имел несколько успешных отрезков. В середине боя Окампо оказался в тяжелом положении на пропускав. Ближе к чемпионским раундам Фундора снова избрал стратегию боя на дальней за счет преимущества в габаритах и довел бой до решения в котором судьи дали ему победу с запасом: 117—111, 118—110 и 119—109.

### Бой с Брайаном Мендосой
8 апреля 2023 года в Карсоне (Калифорния, США) проводил вторую защиту временного пояса WBC 1-м среднем весе (до 69,9 кг) и был нокаутирован соотечественником Брайаном Медосой. Чемпион Фундора опираясь на свою антропометрию традиционно работал из-за джеба. Он хорошо контролировал дистанцию и выглядел лучше Мендосы в разменах и явно вел по очкам. В начале 7-го раунда Мендоса будучи на ближней жестко попал слева и чемпион оказался в тяжелом нокдауне. Рефери считал до десяти, но чемпион не встал. Победа Мендосы КО 7. Бойцы хотели провести матч - реванш, но Мендоса решил выйти на бой с полновесным чемпионом мира по версии WBO Тима Цзю и проиграл по очкам. Таким образом титул временного чемпиона WBC стал снова вакантен. 

### Бой с Тимом Цзю
В ноябре 2023 года WBC постановил, что Фундора (№5 в рейтинге) должен встретиться с украинским нокаутёром, 2-м номером рейтинга Сергеем Богачуком снова за пояс временного чемпиона WBC. Бой планировался на март 2024 года. После того как назначенный бой Тим Цзю — Кит Турман сорвался из-за травмы американца решено было свести Цзю и Фундору в очном поединке за два полноценных титула WBO и WBC, ранее принадлежавший объединенному чемпиону этого веса Джермеллу Чарло. 
Бой состоялся 31 марта в Лас-Вегасе. В втором раунде Цзю получил сильное рассечение головы из-за случайного удара локтем от Фундоры в клинче. Кровь заливала лицо Тима, судьи и врачи несколько раз внимательно изучали рану, но позволили продолжить бой Тиму. Поединок проходил примерно на равных, и по итогам 12 раундов все решали судейские записки. Решение судей было раздельным:115—113, 112—116, 116—112 в пользу Фундоры который стал чемпионом мира WBC и WBO в первом среднем весе. 

### Бой с Чордейлом Букером
22 марта 2025 года в Лас Вегасе (США) защитил титулы WBC и WBO против №5 рейтинга Чордейла Букера (23-2, 11 КО).
Высоченный чемпион сразу занял центр ринга, начал поддавливать, а на каждый его шаг Букер отвечал двумя тремя шагами в стороны. Претенденту приходится сильно тянуться, чтобы достать до головы чемпиона из-за этого он открывается и Фундора ловил его на этом. Во втором раунде чемпион агрессивно пошёл вперёд, он понял, что у Букер избрал оборонительную стратегию и велосипедит. Третий отрезок прошёл с ещё большим преимуществом чемпиона, он смог потрясти Букера. В следующем раунде менее чем за минуту до конца раунда двумя подряд апперкотами Фундора смог потрясти и послать в нокдаун Букера. Почти сразу после отсчёта рефери Букер снова пропустил слева завалился на канаты и рефери остановил бой. ТКО4. Почти сразу WBO назначило ему обаятельную защиту в лице Ксандера Зайса.

### Реванш с Тимом Цзю
В начале мая был лишен пояса WBO за отказ от встречи с обязательным претендентом Зайасом в пользу реванша с Тимом Цзю. 
19 июля 2025 года в со-главном событии вечера бокса Мэнни Пакьяо - Марио Барриос в Лас-Вегасе провел реванш с третьим номером рейтинга WBC Тимом Цзю. В первом раунде Цзю от мощного левого оказывается в нокдауне. В следующих раундах Фундора продолжил давление и агрессивный размен ударами ввиду преимущества в габаритах. Смог поставить сечку претенденту и нанести большой урон силовыми. После третьего раунда статистика ударов показывала почти двукратное преимущество по точным (58-27). Цзю смог чуть активней провести 4-ый и 5-ый раунд, даже разбил нос Фундоре, но уже в следующих двух раундах чемпион усилил давление и снова жестко попадал силовыми. Цзю принял большой урон и команда сняла его с боя после после 7-го раунда. Итоговая статистика боя по Comubox: 152-72 по общим точным. 118-68 по силовым и разгром по джебам 34-4.

## Список профессиональных поединков
В таблице перечислены результаты всех поединков боксёров.
В каждой строке указан результат поединка. Дополнительно номер поединка обозначен цветом, который обозначает итог поединка. Расшифровка обозначений и цветов представлена в нижеследующей таблице.
| Пример | Расшифровка                     |
| ------ | ------------------------------- |
|        | Победа                          |
|        | Ничья                           |
|        | Поражение                       |
|        | Планируемый поединок            |
|        | Поединок признан несостоявшимся |
| КО     | Нокаут                          |
| ТКО    | Технический нокаут              |
| PTS    | Решение судей (по очкам)        |
| UD     | Единогласное решение судей      |
| MD     | Решение большинства судей       |
| SD     | Раздельное решение судей        |
| RTD    | Отказ от продолжения боя        |
| DQ     | Дисквалификация                 |
| NC     | Поединок признан несостоявшимся |

| 25 поединков, 23 победы (15 нокаутом), 1 ничья, 1 поражение. | 25 поединков, 23 победы (15 нокаутом), 1 ничья, 1 поражение. | 25 поединков, 23 победы (15 нокаутом), 1 ничья, 1 поражение. | 25 поединков, 23 победы (15 нокаутом), 1 ничья, 1 поражение. | 25 поединков, 23 победы (15 нокаутом), 1 ничья, 1 поражение. | 25 поединков, 23 победы (15 нокаутом), 1 ничья, 1 поражение. | 25 поединков, 23 победы (15 нокаутом), 1 ничья, 1 поражение. |
| Бой                                                          | Рекорд                                                       | Дата боя                                                     | Соперник                                                     | Место проведения боя                                         | Результат                                                    | Дополнительно |
| ------------------------------------------------------------ | ------------------------------------------------------------ | ------------------------------------------------------------ | ------------------------------------------------------------ | ------------------------------------------------------------ | ------------------------------------------------------------ | --- |
| 25                                                           | 23-1-1                                                       | 19 июля 2025                                                 | Тим Цзю (2) (25-2)                                           | Grand Garden Arena, Лас-Вегас, Невада, США                   | RTD 8 (12), 3:00                                             | Бой за титул чемпиона мира по версии WBC (2-я защита Фундоры) в 1-м среднем весе. Цзю в нокдауне в 1-м раунде. Перед 8-ым раундом угол Тима Цзю отказался от продолжения боя. |
| 24                                                           | 22-1-1                                                       | 22 марта 2025                                                | Чордейл Букер (23-1)                                         | Ти-Мобайл Арена, Лас-Вегас, Невада, США                      | TKO 4 (12), 2:51                                             | Бой за титул чемпиона мира по версиям WBO и WBC (1-я защита Фундоры) в 1-м среднем весе.                                                                                      |
| 23                                                           | 21-1-1                                                       | 30 марта 2024                                                | Тим Цзю (24-0)                                               | Michelob Ultra Arena, Лас-Вегас, Невада, США                 | SD (12)                                                      | Бой за титул чемпиона мира по версии WBO (2-я защита Цзю) и вакантный титул чемпиона мира по версии WBC в 1-м среднем весе. Счёт судей: 112–116, 116–112, 115–113.            |
| 22                                                           | 20-1-1                                                       | 8 апреля 2023                                                | Брайан Мендоса (21-2)                                        | Dignity Health Sports Park, Карсон, Калифорния, США          | KO 7 (12), 0:39                                              | Бой за титул временного чемпиона мира по версии WBC в 1-м среднем весе. Счёт судей: 59-55, 60-54.                                                                             |
| 21                                                           | 20-0-1                                                       | 8 октября 2022                                               | Карлос Окампо (34-1)                                         | Dignity Health Sports Park, Карсон, Калифорния, США          | UD 12                                                        | Счёт: 119-109, 118-110, 117-111. Защитил титул временного чемпиона мира по версии WBC в 1-м среднем весе.                                                                     |
| 20                                                           | 19-0-1                                                       | 9 апреля 2022                                                | Эриксон Лубин (24-1)                                         | Virgin Hotels Las Vegas, Лас-Вегас, Невада, США              | RTD 9 (12), 3:00                                             | Завоевал вакантный титул временного чемпиона мира по версии WBC в 1-м среднем весе. Лубин в нокдауне во 2-м раунде. Фундора в нокдауне в 7-м раунде.                          |
| 19                                                           | 18-0-1                                                       | 5 декабря 2021                                               | Серхио Гарсиа Гомес (33-0)                                   | Стейплс-центр, Лос-Анджелес, Калифорния, США                 | UD 12                                                        | Счёт: 118-110, 117-111, 115-113. Подтвердил статус обязательного претендента на титул чемпиона мира по версии WBC в 1-м среднем весе.                                         |
| 18                                                           | 17-0-1                                                       | 1 мая 2021                                                   | Хорхе Луис Кота (30-4)                                       | Дигнити Хелс Спортс Парк, Карсон, Калифорния, США            | TKO 4 (12), 2:35                                             | Завоевал статус обязательного претендента на титул чемпиона мира по версии WBC в 1-м среднем весе.                                                                            |
| 17                                                           | 16-0-1                                                       | 5 декабря 2020                                               | Хабиб Ахмед (27-1-1)                                         | AT&T Stadium, Арлингтон, Техас, США                          | TKO 2 (12), 1:30                                             | |
| 16                                                           | 15-0-1                                                       | 22 августа 2020                                              | Натаниэль Галлимор (21-4-1)                                  | Microsoft Theater, Лос-Анджелес, Калифорния, США             | KO 6 (10), 1:28                                              | |
| 15                                                           | 14-0-1                                                       | 22 февраля 2020                                              | Дэниел Льюис (6-0)                                           | MGM Grand Garden Arena, Лас-Вегас, Невада, США               | UD 10                                                        | Счёт: 99-91, 98-92, 97-93. |
| 14                                                           | 13-0-1                                                       | 31 августа 2019                                              | Джеймонтай Кларк (14-1)                                      | Minneapolis Armory, Миннеаполис, Миннесота, США              | SD 10                                                        | Счёт: 98-92, 95-95, 94-96. Бой за вакантный титул молодёжного чемпиона мира по версии WBC Youth в 1-м среднем весе.                                                           |
| 13                                                           | 13-0                                                         | 21 июня 2019                                                 | Эктор Мануэль Сепеда (17-0)                                  | WinnaVegas Casino Resort, Слоун, Айова, США                  | RTD 4 (10), 3:00                                             | |
| 12                                                           | 12-0                                                         | 16 февраля 2019                                              | Донни Маршалл (10-0)                                         | Microsoft Theater, Лос-Анджелес, Калифорния, США             | KO 3 (8), 1:08                                               | |
| Бой                                                          | Рекорд                                                       | Дата боя                                                     | Соперник                                                     | Место проведения боя                                         | Результат                                                    | Дополнительно |